# 斯沃格海穹

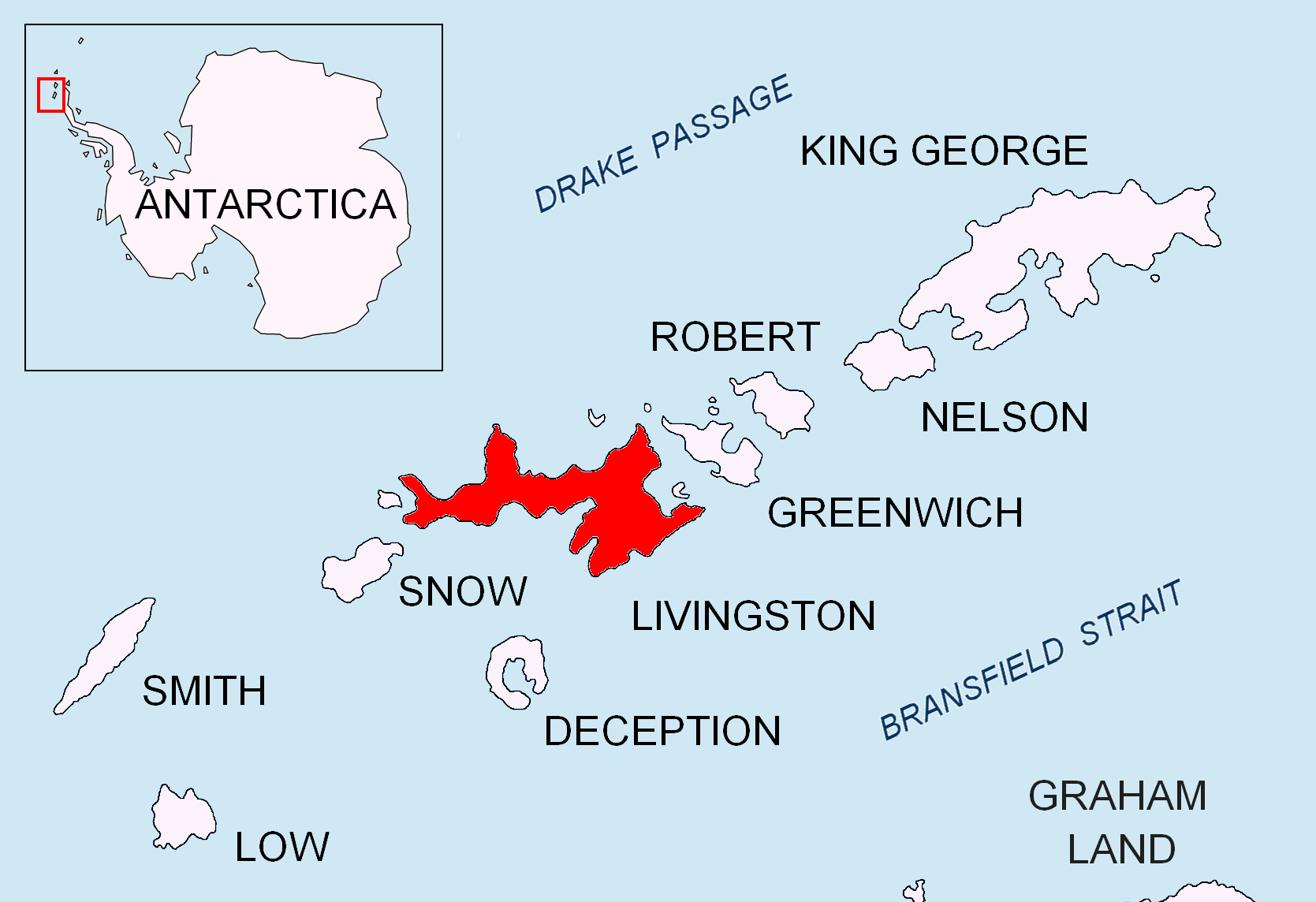

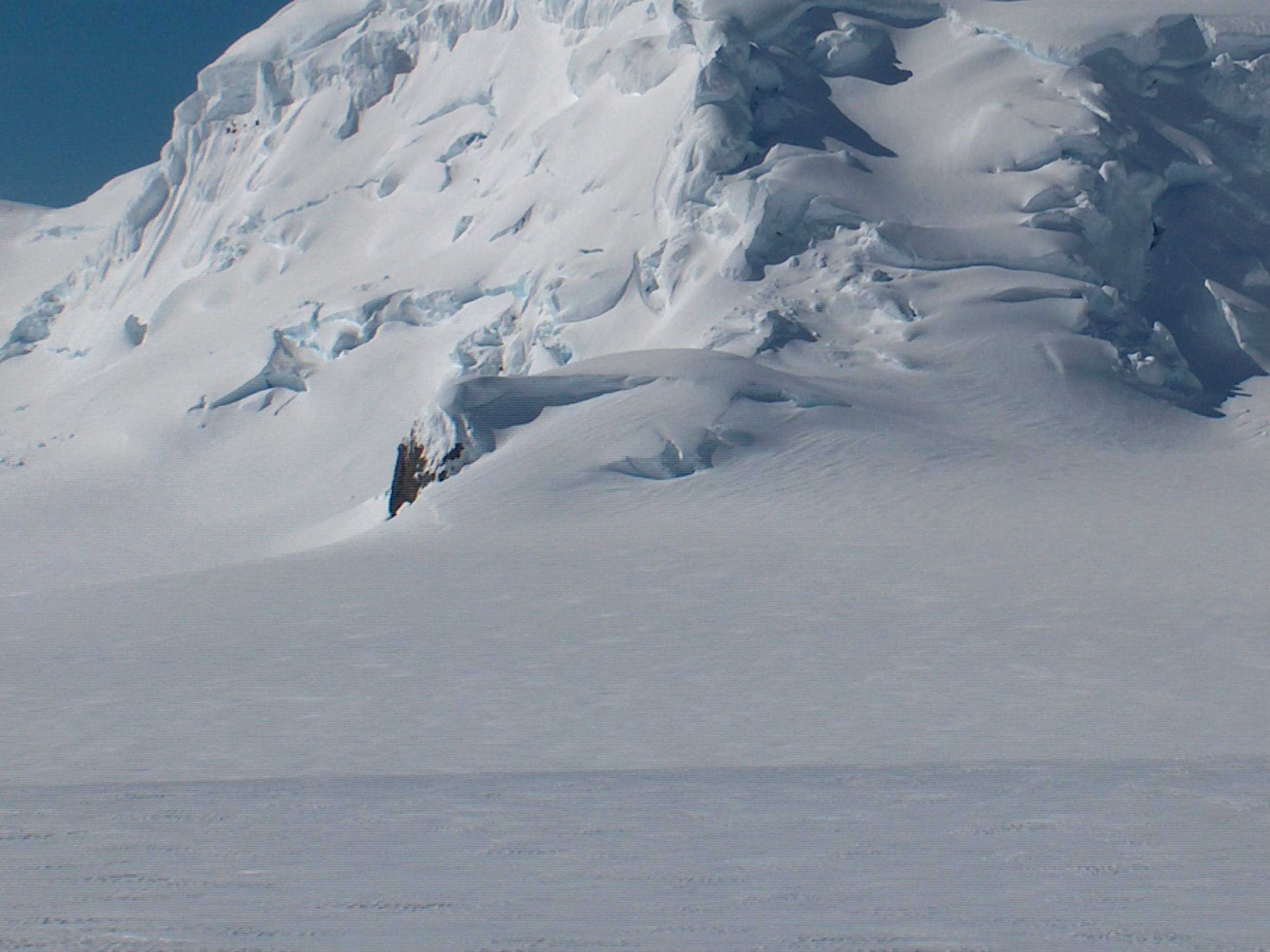

斯沃格海穹是南極洲的海穹，位於南設得蘭群島的利文斯頓島，屬於鮑爾斯嶺的一部分，海拔高度560米，處於鮑爾斯山西南面0.62公里、雷任海穹以東3.57公里和奇爾潘峰東南面1.12公里，以保加利亞西部的城鎮命名。
62°37′14″S 60°12′29″W / 62.62056°S 60.20806°W

## 外部連結
- SCAR Composite Antarctic Gazetteer（页面存档备份，存于）.